# 1995 WU1
1995 WU1 är en asteroid i huvudbältet som upptäcktes den 16 november 1995 av de båda japanska astronomerna Seiji Ueda och Hiroshi Kaneda i Kushiro.
Asteroiden har en diameter på ungefär 7 kilometer.